# Tamica
Tamica (russisch Тамица) ist ein Ort im Rajon Onega, in der Oblast Archangelsk, in Nordwestrussland.

## Geographie
Tamica liegt ca. 25 km nördlich von Onega.
Durch den Ort fließt die Tamuca (Тамuца).
Über die Fernstraße 11K-572 ist der Ort an das russische Straßennetz angeschlossen.
Tamica besitzt keinen Eisenbahnanschluss.
2012 hatte der Ort 309 Einwohner.
Der Ort ist ein Zentrum der Holzwirtschaft.
Koordinaten: 64° 9′ 42,7″ N, 38° 2′ 4,6″ O